# Jazz Vocal Showcase
Jazz Vocal Showcase（ジャズ・ヴォーカル・ショーケース）は日本のインディーズレーベル、Grace Notes Recordsからリリースされているコンピレーション・アルバム。vol.1とvol.2が存在し、作編曲家・音楽プロデューサーの山本光男が人選・プロデュースを行っている。Jazz Vocal Showcase vol.3は参加者をオーディションで選ぶ形式て2025年10月完成予定。

## 概要
ジャズヴォーカリストに焦点を当てて日本のジャズヴォーカル界を盛り上げようと、見本市の意味合いで『Jazz Vocal Showcase』とタイトルし、現在までに21人のジャズヴォーカリストが参加している。
- 2008年8月20日リリース Jazz Vocal Showcase vol.1  GNRS-0011
- 2012年9月26日リリース Jazz Vocal Showcase vol.2  GNRS-0022（9月5日タワーレコード先行発売）

全世界主要配信サイトでもダウンロード可能になっている。
vol.1は約30アーティストのアルバムから9曲を厳選。vol.2は本人名義のアルバムをリリースしていない42人のアーティストから12人を選び新録音を音響ハウスにて行っている。
vol.2は東京、前橋、横浜、名古屋、京都、大阪、神戸、明石にて30回以上のレコ発ライブを行い、2012年11月27日にSTB139 スイートベイジルにて千秋楽を行った。その模様はYouTubeに動画がアップされている。
《vol.2のレコ発ライブが行われたライブハウスの一部》
＊Swing（名古屋）
＊Mister Kelly's（大阪）
＊ガストハウス49（大阪）
＊Candy（京都）
＊新風館（京都）
＊SATIN DOLL（東京）
＊BarBarBar（横浜）
＊夢スタジオ（前橋）
＊Pochi（明石）
＊五農菜園（大阪）
＊CREOLE（神戸）
＊モーション・ブルー・ヨコハマ（横浜）
＊東京倶楽部目黒店（東京）
＊All of Me Club（東京）
＊Junk（横浜）
＊楽屋（東京）
＊代官山T-SITE（東京）
＊STB139 スイートベイジル（東京）

## 参加アーティスト

### Vol.1
- 河埜亜弓
- FUKUMI
- 山岡未樹
- 溝口恵美子
- 菅田かおり
- 清水翠
- 中垣あかね
- 彩木香里（ジャズシンガー）
- ウィリアムス浩子

### Vol.2
- 陽香
- mitsuko
- YURIE（深澤友梨恵）
- 松浦理恵
- 松井絵美
- 藤倉メグミ（大江恵）
- 池田杏理
- 高橋奈保子
- 宮崎友紀子（宮崎Mayra友紀子)
- 高根かずみ
- サラ・レクター
- MICHIKO（本橋道子）

## 参加ミュージシャン
【vol.2】
- 守屋純子
- 納浩一
- 藤井学
- 馬場孝喜
- 井上信平
- 近藤和彦
- 里見紀子

- 山本光男 (作曲家)（プロデュース＆アレンジ）